# 가족 치료
가족 상담(또한 가족 상담, 가족 체계 상담, 결혼 및 가족 상담, 짝꿍 및 가족 상담으로 언급되는)은 가족과 짝꿍에 중점을 두는 정신 치료의 분야인데 변화와 개선을 촉발하기 위해서 친밀한 관계인 그들에게 말이다. 그것은 변화를 보려는 경향이 있는데 가족 구성원들 사이의 상호 작용 체계의 관점에서의 변화 말이다. 외부 대상세계에서 경계를 변화시킴으로써 개인의 증상을 경감시키려고 시도한다. 누가 누구로부터 어떤 정보를 받는지를 탐색하고 변화시킨다. 가족치료는 가족구조를 논의하고 바꿈으로써 내적인 관계를 변화시킨다.
그것은 가족 구성원 간의 상호 작용 시스템의 측면에서 변화를 보는 경향이 있다. 그것은 심리적 건강의 중요한 요소로서 가족 관계를 강조한다.
다양한 가족 상담 업계들은 공통적으로 믿음을 가지고 있는데, 그 믿음은 문제의 원인과 상관없이, 그리고 내담자가 그것을 고려하느냐의 여부와 상관없이 해결책에 있어서 가족과 관련한, “개인”이나 “가족” 문제는 내담자에게 도움을 준다는 것이다. 가족의 이러한 참여는 일반적으로 치료 세션에 직접 참여함으로써 성취된다. 가족 상담자의 능력은 그러므로 대화에 영향을 주는 능력을 포함하는데 더 큰 체계의 힘, 지혜, 그리고 지지를 촉발하는 방식으로 말이다.
상담업의 지난 수년 동안에, 많은 상담자들은 좁고, 전통적인 방식으로 가족을 정의했는데 보통 부모과 아이를 포함하는 방식 말이다. 상담업이 이루어져 오면서, 가족이라는 개념은 더 일반적으로 정의되는데 강하게 지지하는, 장기간의 역할 및 관계의 관점에서의 정의인데 혈연 혹은 결혼에 의해 관계를 맺거나 그렇지 않은 사람들 사이에서 말이다. 
가족 상담자에 의해 만들어진 개념적 구조들은, 특히 가족 체계 이론가들의 그것들은, 더 넓은 범위의 인간 행동에 적용되어왔는데, 집단 역동성과 ‘큰 집단greatness’ 연구를 포함해서 말이다.

## 역사와 이론적 구조
다양한 종류의 문제들을 경험하고 있는 개인과 가족을 돕기 위한 가족에의 공식적인 관여는 아마도 역사적으로 볼 때, 많은 문화들의 일부분이어왔다. 이런 관여는 때때로 형식적 절차나 의식과 관련되어왔고, 자주 더 많은 가족뿐만 아니라 공동체의 비혈연 구성원들도 포함시켜왔다(예를 들어 호오포노포노를 보라). 다양한 사회에서의 전문화의 출현 이후에, 이런 관여는 자주 공동체의 특정한 구성원–예를 들어, 추장, 목사, 외과 의사, 그리고 등등–에 의해 수행되었는데 보통 부차적인 기능으로서 말이다. 
서양 문화에서 독립적인 전문적 사업으로서의 가족 상담은 19세기의 사회 사업 운동에 그것의 기원을 두어왔다고 주장될 수 있는데 영국과 미국에서 말이다. 정신 치료의 한 분야로서, 그것의 뿌리는 다소 나중인 20세기 초기로 거슬러 올라갈 수 있는데 아동 돌봄 운동과 결혼 상담의 출현과 함께 말이다. 공식적인 가족 상담의 발달은 진행되는데 ‘미국 결혼 상담자 협회’(에이에이엠에프티의 전신)의 1942년의 창립으로 1940년대와 1950년대 초부터 시작해서 그리고 다양한 독립 상담자와 집단–영국(타비스톡 상담소의 존 보울비)에서, 미국에서, 그리고 헝가리에서–의 사업을 거쳐서 진행되는데 그들은 관찰이나 상담 과정을 위해서 가족 구성원들을 모두 보기 시작했다. 헝가리에서, DLP 리버만 (Liebermann) 은 관찰이나 치료 세션을 위해 가족 구성원을 만나기 시작했다. 처음에 강한 영향이 있었는데 정신분석론(초기 상담업 창립자들 대부분은 정신분석적 배경을 가지고 있었다)과 사회적 정신의학으로부터 그리고 이후에 학습 이론과 행동 상담으로부터의 영향이었고 – 중요하게도, 이 상담자들은 가족의 성격과 기능에 대해서 다양한 이론을 주장하기 시작했는데 단지 개인들의 모임보다 큰 전체로서의 가족 말이다. 
그 운동은 1950년대 초에 시작해서 상당한 인기 상승을 얻었는데 미국의 팔로 알토에서 인류학자 그레고리 베잇슨과 동료들의 작업을 통해서인데, 그들은 인공두뇌학과 일반 체계 이론으로부터의 생각들을 사회심리학과 정신상담에 도입했는데, 특히 의사소통의 역할에 중점을 두면서 말이다(베잇슨 연구과제를 보라). 이런 접근법은 개인의 심리와 생애적 요인–이른바 ‘단선적 인과 관계’와 ‘내용’과 관련한–에의 전통적 중시를 피했고 대신에 ‘여기-지금’ 상호작용–이른바 순환 인과관계와 과정–에서 환류의 그리고 항상성의 기제를 그리고 “규칙”을 강조했는데 그 상호작용은 문제를 지속하거나 악화한다고 생각되는 것인데, 처음의 원인(들)이 무엇이든지 말이다.(또한 체계 심리학과 체계 상담을 보라.) 이 집단은 또한 상당히 영향을 받았는데 미국 정신의학자, 최면치료의사, 그리고 단기 상담자 밀턴 에이치 에릭슨의 업적–역설적 지시같은, 변화 전략에 대한 그의 선도적 사용–에 의해서 말이다(또한 반反심리학을 보라). ‘베잇슨 연구과제’의 구성원들은 (가족 상담의 많은 다른 업계들의 창립자들처럼) 가능한 정신사회적 요인에 그리고 조현병의 치료에 특별한 관심을 가졌는데, 특히 가족 체계 내에서 신호와 징후에 대한 해석적인 “의미”와 “기능”의 관점에서 말이다. 정신의학자이자 정신분석학자인 라이먼 윈 그리고 시어도어 리즈의 연구는 조현병을 가진 사람들의 가족들의 의사소통 결함 및 역할(예를 들어, 유사-상호성, 유사-적대감, 분리 그리고 도피)에 대한 연구는 또한 체계-의사소통-중심의 이론가와 상담자에게 영향력을 가지게 되었다. 기능장애와 정신병리학에 더 일반적으로 적용되는, 관련한 주제는 “인정된 환자” 혹은 “나타나는 문제”에 대한 그것이었는데 가족의, 혹은 심지어 사회의 문제들 그것의 나타남으로서 혹은 그것에 대한 대체물로서의 환자나 문제 말이다.(또한 이중 구속; 가족 연결을 보라.) 
1960년대 중반에 이르러, 가족 상담에 대한 많은 분파들이 등장했다. 인공두뇌학과 체계론에 의해 가장 많은 영향을 받은 그 집단들로부터, 정신연구소 단기 상담이, 그리고 조금 후에, 전략 상담이, 살바도르 미누친의 구조 가족 상담이 그리고 밀란 체계 모형이 나왔다.

## 같이 보기
- 심리치료
- 긍정적 심리학
- 결혼을 지키는 7가지 원칙
- 임상심리학
- 상담심리학